# Päraküla (Tõstamaa)
Päraküla – wieś w Estonii, w prowincji Parnawa, w gminie Tõstamaa.